# Боаза (пролом на река Вит)
Вижте пояснителната страница за други значения на Боаза.
Боаза е пролом на река Вит в Северна България, в Предбалкана, между най-западната част на рида Гагайка (част от Средния Предбалкан) на изток и северните, ниски части на рида Лисец (част от Западния Предбалкан) на запад в Община Угърчин, община Ябланица и Община Тетевен, област Ловеч.
Проломът е дължина 1,8 km, а надморската му височина е средно 243 m. Започва на около 2 km източно от село Брестница (Община Ябланица) на 250 m н. в. и завършва на около 1 km южно от село Пещерна (Община Луковит) на 236 m н.в. Оградните му склонове са стръмни, обрасли с храсти. В началото на пролома от дясно в река Вит се влива река Калник. След устието ѝ на Вит е изградена преградна стена, висока около 8 m, която успокоява бурните води на реката през пролетта.
През пролома преминава участък от 1,8 km от третокласния Републикански път III-305 Ясен – Ъглен – Дерманци – Гложене (от km 48,4 до km 50,2).

## Топографска карта
- Лист от карта K-35-25. Мащаб: 1 : 100 000.